# Oranjezon

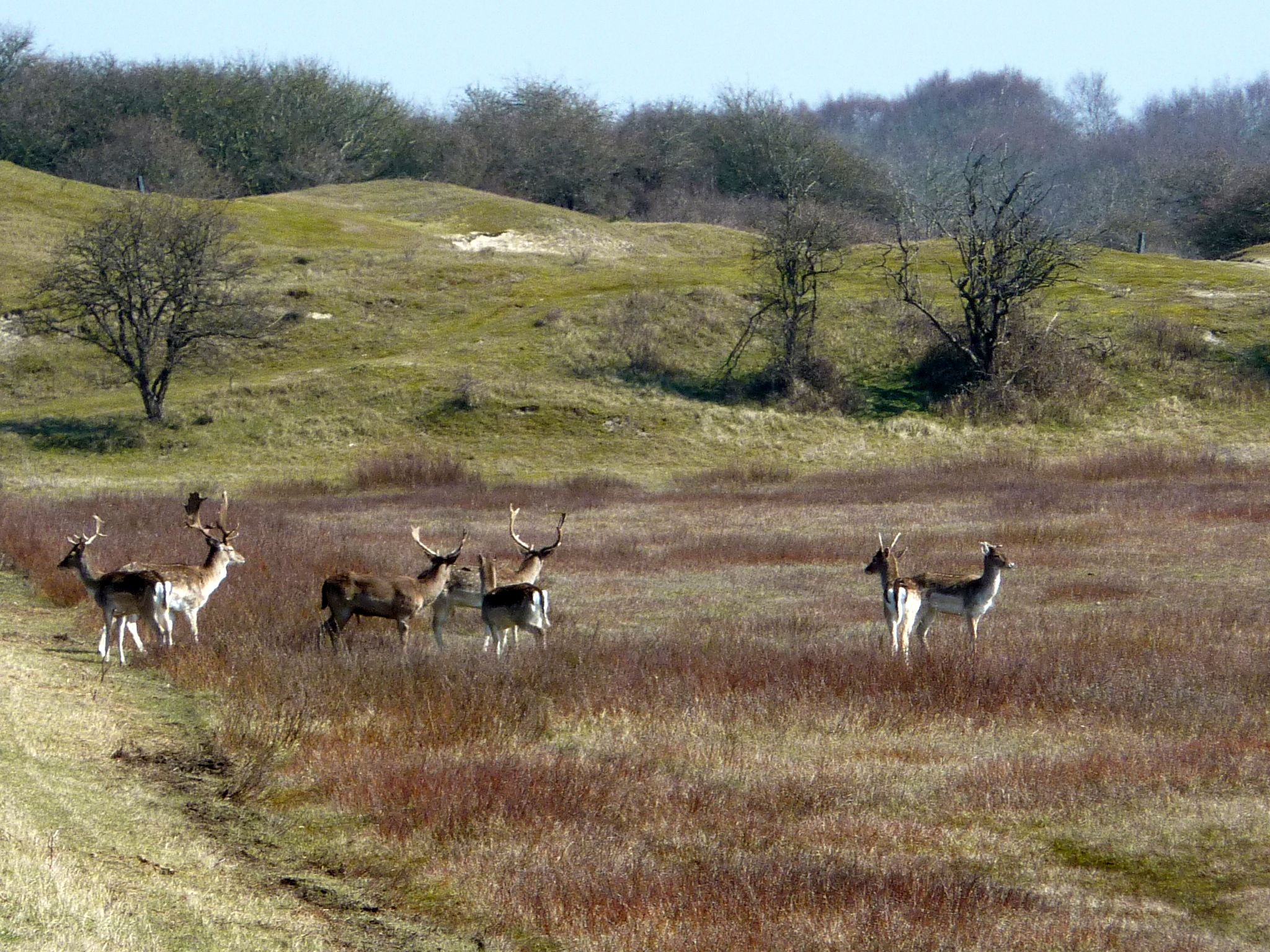
Oranjezon

Oranjezon is een Nederlands natuurgebied van circa 400 hectare op het Zeeuwse Walcheren nabij Vrouwenpolder. Tot 1995 was het in gebruik als waterwingebied. Het gebied voorzag Middelburg en later Walcheren van drinkwater; een open waterwinkanaal werd hiertoe in het kader van de werkverschaffing gegraven. Hoewel het gebied nu geen dienst meer doet als waterwingebied, wordt het gelijknamige pompstation nog steeds onderhouden. In geval van calamiteiten kan het gebied alsnog drinkwater leveren.
Sinds 1995 is het gebied in beheer bij Stichting Het Zeeuwse Landschap. Het natuurgebied maakt deel uit van het natuurmonument en Natura 2000-gebied Manteling van Walcheren. Het is gelegen in de binnenduinrand en kent een rijke verscheidenheid aan soorten en biotopen, variërend van een van de breedste stranden van Zeeland tot dennenbos en loofbos. De Amerikaanse vogelkers vormt een ware plaag in het gebied.
De afgelopen jaren zijn in Oranjezon verschillende duinvalleien hersteld, waardoor plantensoorten als dwergzegge en melkkruid er weer voorkomen. Ook worden sindsdien weer enkele orchideeën waargenomen.